# Раден Віджая
Раден Віджая (*д/н — 1309) — 1-й володар Маджапагіту в 1293—1309 роках.

## Життєпис

### Походження
Був онуком Нарасінгамурті, магараджи Сінгасарі і сином д'ях Лембу Тал, про що свідчить поема «Нагаракретагама». Також Лембу Тала тут названо д'ях Сінґамурті. Втім існують інші версії походження. Згідно «Пустаки Раджараджі і Бхумі Нусантари», Віджая був сином Рак'яна Джаядарми (сина Прабу Гуру Дармасікши, магараджі Сунди), Лембу Тал — ім'я доньки Нарасінгамурті. Низка дослідників на основі яванських хронік ототожнює Віджаю з Джака Сесурухом, сином магараджі Сунди. Відповідно до хроніки «Параратон» Раден Віджая був сином Нарасінгамурті. Також в цій хроніці згадується як Раден Харсавіджая. Втім в написі Кудаду 1294 року сам Раден Віджая називає себе Нарар’я Санґграмавіджая. При цьому раден є однією з  форм аристократичного титулу д'ях.

### Боротьба за владу
Був одружений з донькою свого четвероюрідного брата Кертанагари, магараджі Сінгасарі. 1292 року відбулося вторгнення на Яву юанської армії, яку відправив імператор Хубілай. Цим скористався Джаякатванг, намісник Гелангу (Кедірі). Зрештою Кертанагар зазнав поразки і загинув. В цих боях брав  участь Раден Віджая, після чого відступив до Терунга (на північ від столиці), але зрештою вимушений був тікати до Ар'я Вірараджи, намісника Суменепа (схід о.Мадура). Перетнув протоку  за допомогою голови села Кудаду. Уклав з Вірараджею союз з умовою поділу Яви. Водночас у листопаді 1292 року уклав союз з Шибі, очільником юаньської армії, спрямований проти Джаякатванга. Разом з сенапаті (військовокомандувачем) Рангавале (сином Ар'ї Вірараджи) висадився в долині Брантас на місці майбутнє місто Маджапагіт. 3 березні юаньська армія завдала поразки Джаякатвангу.
У квітні 1293 року після перемоги над Джаякатванг визнав зверхність Хубілая, але таємно готувався до боротьби з монголами. Віджайя попросив, щоб йому виділили 200 беззбройних монгольських солдатів як ескорт, щоб він міг вирушити до міста Маджапагіт, де збирався офіційно проголосити присягу на вірність представникам імператора. Начальники монголів погодилися виконати це прохання, не запідозривши небезпеки. 26 травня 1293 року загони Віджаї заманили китайсько-монгольський ескорт в засаду і стали потай оточувати основні сили монголів. Вони діяли настільки успішно, що Шибі ледь врятував своє життя. Йому довелося пройти довгий шлях, щоб дістатися до своїх кораблів; при відступі він втратив 3000 осіб. Коли всі начальники експедиції зібралися, щоб вирішити, що робити далі, то вони не змогли прийти до єдиної думки. У підсумку, розійшовшись у поглядах, вони 31 травня відвели свій флот і рушили назад до берегів Китаю.

### Панування
За цим заснував державу Маджапагіт, прийняв титули радж'я і шрі ната (володар) та 11 вересня 1294 року взяв ім'я Критараджаса Джаявардхана (ꦑꦼꦂꦡꦬꦗꦯꦗꦪꦮꦂꦝꦟ). Назва держави походить від столиці, назва якої своєю чергою (згідно з легендою) походить від того факту, що один із вояків Віджаї відчув спрагу в пошуках відповідного місця і тому з'їв плід дерева маджа, який був гірким (пагіт).
Для зміцнення свого становища оженився з іншими 3 доньками магараджі Кертанагари. Провів реформу, за якою впроваджено посаду мапатіх (перший міністр), підвладні землі були поділені на області, куди правитель призначав намісників (бхре) з-поміж своїх родичів. 1295 року призначив Джаянагара бхре Кедірі (другою за значення області після Сінгасарі).
Надалі боровся проти місцевих раджів, залежних князів (деша і ватеків), зокрема 1295 року переміг Ар'ю Вірараджу та його сина Рангавале. Придушив у 1300 році заколоти військовиків Лембу Сору (стрийка Рангавале), намісника області Даха. Лише 1305 року зумів зміцнити свою владу та знищити повсталих раджей.
Помер 1309 року. Йому спадкував Джаянагара.